# 粉红马提尼

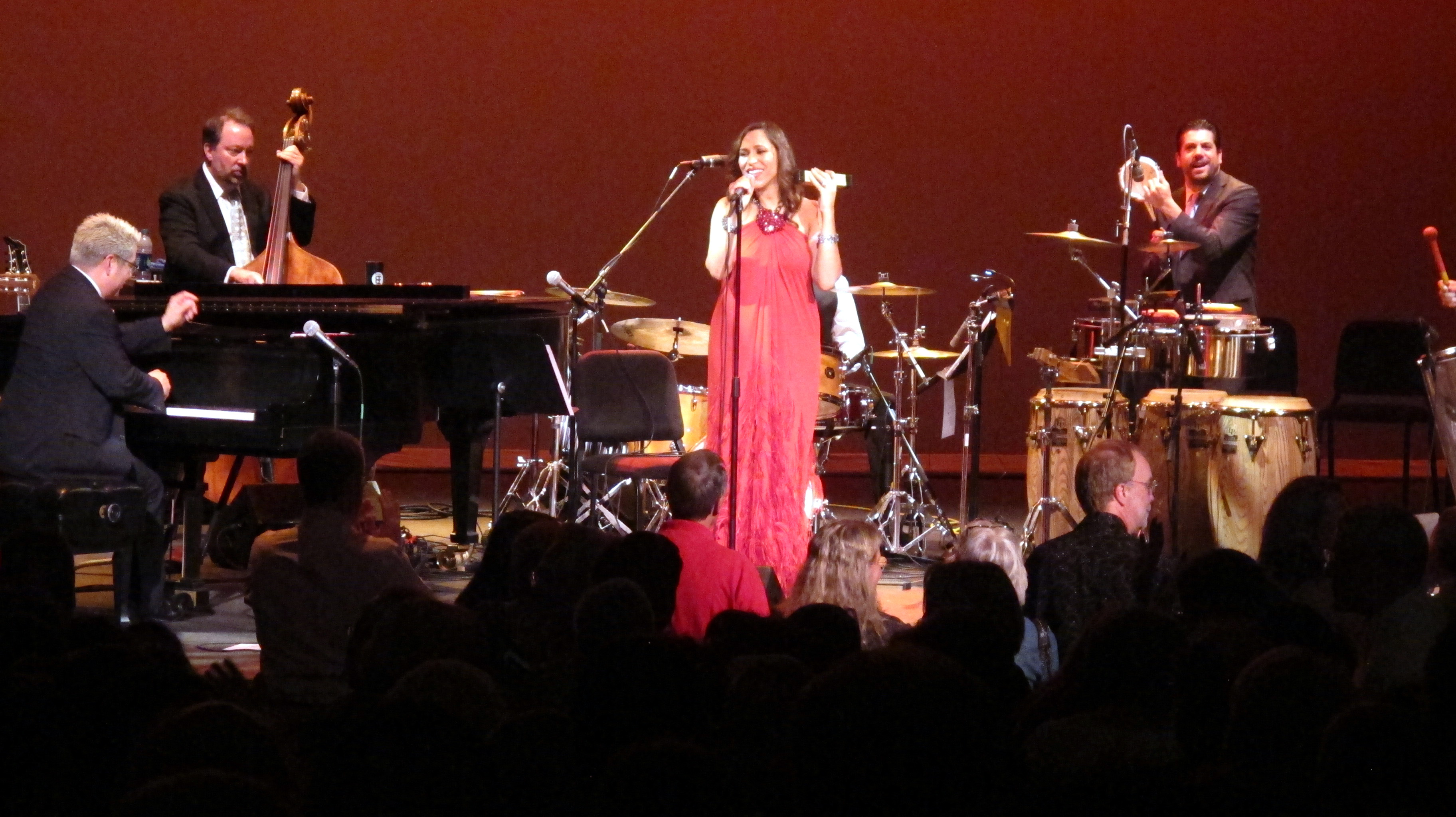
粉红马提尼

粉红马提尼 (Pink Martini）是一支美国乐队， 1994年成立於美國俄勒冈州波特兰。粉红马提尼也是一个可以演奏古典音乐、拉丁音樂、爵士乐等多种音樂的小管弦乐队。 